# Lembruk
Lembruk [ˈlɛmbruk] (deutsch Langenbrück) ist ein Dorf in der polnischen Woiwodschaft Ermland-Masuren und gehört zur Gmina Mrągowo (Landgemeinde Sensburg) im Powiat Mrągowski (Kreis Sensburg).

## Geographische Lage
Lembruk liegt inmitten der Woiwodschaft Ermland-Masuren, elf Kilometer nordwestlich der Kreisstadt Mrągowo (deutsch Sensburg).

## Geschichte
Langenbrück wurde im Jahre 1371 gegründet. Damals stellte der Hochmeister des Deutschen Ordens, Winrich von Kniprode, eine Handfeste über zehn Hufen aus. In Folge des Dreizehnjährigen Krieges 1519–1521 wurde Langenbrück aufgegeben. Mit der Verschreibung von elf Hufen an Stanislaw Ostrowski durch Herzog Albrecht I. wurde Langenbrück 1532 neu besiedelt.
Zwischen 1874 und 1945 war Langenbrück in den Amtsbezirk Kerstinowen (polnisch Kiersztanowo) eingegliedert, der – 1938 in „Amtsbezirk Kersten“ umbenannt – zum Kreis Sensburg im Regierungsbezirk Gumbinnen (ab 1905: Regierungsbezirk Allenstein) in der preußischen Provinz Ostpreußen gehörte.
Aufgrund der Bestimmungen des Versailler Vertrags stimmte die Bevölkerung in den Volksabstimmungen in Ost- und Westpreußen am 11. Juli 1920 über die weitere staatliche Zugehörigkeit zu Ostpreußen (und damit zu Deutschland) oder den Anschluss an Polen ab. In Langenbrück stimmten 280 Einwohner für den Verbleib bei Ostpreußen, auf Polen entfielen keine Stimmen.
In Kriegsfolge wurde Langenbrück 1945 mit dem gesamten südlichen Ostpreußen an Polen überstellt und erhielt die polnische Namensform „Lembruk“. Heute ist das Dorf Sitz eines Schulzenamtes (polnisch Sołectwo) und als solches eine Ortschaft im Verbund der Gmina Mrągowo (Landgemeinde Sensburg) im Powiat Mrągowski (Kreis Sensburg), bis 1998 der Woiwodschaft Olsztyn (Allenstein), seither der Woiwodschaft Ermland-Masuren zugeordnet.

### Einwohnerzahlen
| Jahr | Anzahl |
| ---- | ------ |
| 1818 | 195    |
| 1839 | 325    |
| 1867 | 385    |
| 1885 | 350    |
| 1898 | 337    |
| 1905 | 290    |
| 1910 | 294    |
| 1933 | 301    |
| 1939 | 274    |

## Kirche
Langenbruck war bis 1945 in die evangelische Kirche Seehesten in der Kirchenprovinz Ostpreußen der Kirche der Altpreußischen Union sowie in die katholische Kirche Heiligelinde (polnisch Święta Lipka) im damaligen Bistum Ermland eingepfarrt.
Heute gehört Lembruk zur evangelischen Pfarrkirche Mrągowo in der Diözese Masuren der Evangelisch-Augsburgischen Kirche in Polen sowie weiterhin zur katholischen Pfarrkirche in Święta Lipka im jetzigen Erzbistum Ermland in der polnischen katholischen Kirche.

## Verkehr
Lembruk liegt an einer Nebenstraße, die Święta Lipka (Heiligelinde) über Pilec (Pülz) mit Kiersztanowo (Kerstinowen, 1938 bis 1945 Kersten) verbindet. Eine Eisenbahnanbindung besteht nicht.